# 北宫镇
北宫镇，原为长辛店镇，是中华人民共和国北京市丰台區下辖的一个乡镇级行政单位。
2021年4月11日，长辛店镇更名为北宫镇，变更辖区范围。将原云岗街道的大灰厂地区划归北宫镇。辖区范围东至原长辛店镇东北部边界，南至杜家坎环岛、经长辛店镇政府东侧、南侧、周口店路、二七厂路、长兴路、太子峪村南边界、珠光逸景小区东、北、西三侧、李家峪村南边界，西至原长辛店镇与王佐镇界线，北至丰台区与门头沟区界线。

## 行政区划
北宫镇下辖以下地区：
大灰厂社区、得秀社区、槐树岭社区、二七车辆厂社区、张郭庄社区、芦井社区、装甲兵工程学院社区、杜家坎社区、装技所社区、红山郡社区、张郭庄村、东河沿村、辛庄村、大灰厂村、李家峪村和太子峪村。

## 交通
- 大灰厂站
- 北京地铁14号线：张郭庄站
- 北京地铁1号线支线（建设中）：西二区站、张郭庄站、园博园西门站（该站位于北宫镇与宛平街道交界处）

## 知名建筑
- 中国人民解放军陆军装甲兵学院
- 中國北方車輛研究所